# Суперкубок Монголії з футболу 2014
Суперкубок Монголії з футболу 2014  — 4-й розіграш турніру. Матч відбувся 14 вересня 2014 року між чемпіоном Монголії клубом Хоромхон та віце-чемпіоном Монголії клубом Ерчім.
| Володар Суперкубка Монголії 2014 |
| -------------------------------- |
|                                  |
| Ерчім Четвертий титул            |

## Матч

### Деталі
| 14 вересня 2014 8:00 (EEST) |

| Ерчім        | 1:0 | Хоромхон |
| ------------ | --- | -------- |
| Джуричич 13' |     |          |

| Футбольний центр МФФ, Улан-Батор |